# Scoliodon
Scoliodon es un género de selaquimorfos carchariniformes.

## Taxonomía
El género cuenta con 2 especies:
- Scoliodon laticaudus
- Scoliodon macrorhynchos